# أمين لطفي
أمين السيد أحمد لطفي من مواليد القاهرة، هو الرئيس السابق لجامعة بني سويف وتولى رئاسة الجامعة من عام 2011 وانتهت المدة القانونية لرئاسته عام 2017.

## التدرج الأكاديمي
تم تعيين لطفي مدرساَ بكلية التجارة جامعة بني سويف بقسم المحاسبة عام 1989 وفي عام 1994 شغل منصب أستاذ مساعد، في عام 2001 حصل على درجة الأستاذية. في عام 2003، تم تعيينه رئيساً لقسم المحاسبة ثم وكيل الكلية لشئون الدراسات العليا والبحوث في نفس العام. في عام 2009، عين نائباً لرئيس الجامعة للدراسات والبحوث. في عام 2011، تم انتخابه لرئاسة جامعة بني سويف وحصل على 27 صوت من أصل 33 صوت في انتخابات رئاسة الجامعة أمام ثلاثة مرشحين.

## إنجازات
شهدت جامعة بني سويف العديد من الإنجازات خلال فترة توليه رئاسة الجامعة منها: افتتاح 23 كلية ليصل عدد الكليات إلى 35 كلية ومعهد علمي في عام 2017، منها كلية علوم الفضاء، كلية الدراسات العليا للعلوم المتقدمة لعلوم النانو والتنمية والاستدامة وكلية الآثار والمعهد القومى لعلوم المسنين، إنشاء أول مدينة علوم تكنولوجيا بحثية مكونة من 24 معهداَ. حصول الجامعة على شهادة الأيزو 9001 في جودة خدمات الدعم الإداري في مايو 2016. افتتاح حمام السباحة الأوليمبي والذي تم إنشاؤه في أرض الجامعة شرق النيل في عام 2014. احتلت الجامعة المركز التاسع محلباً طبقا لتصنيف URAP عام 2017. إنشاء مجمع كليات شرق النيل منها كلية الطب البيطري وكلية التربية. إنشاء مجمع كليات ثاني بأرض التعليم الصناعي. إنشاء مدينة بحثية تضم 24 معهدًا بحثيًا في كافة العلوم.

## الخبرات الوظيفية
شغل لطفي عدة مناصب ووظائف منها:
- رئيس لجنة تطوير التعليم المفتوح في مصر بالمجلس الأعلى للجامعات.[16]
- رئيس مجلس إدارة المركز المصري لمكافحة الإرهاب.[17]
- رئيس لجنة تطوير التعليم المفتوح وتحويله إلى التعليم الإلكتروني المدمج.[18]
- رئيس لجنة ترقيات الأساتذة بقطاع المحاسبة في المجلس الأعلى للجامعات.[19]

## المُؤلفات
قام أمين لطفي بإعداد أكثر من 100 كتاب علمي عملي، وأكثر من 40 بحث علمي تطبيقي يتناول العديد من القضايا ومنها التعليم المفتوح، التعليم المدمج، تطور نظم الضرائب، الحوكمة، مهنة المراجعة الخارجية والداخلية والجهاز المركزي للمحاسبات.
أيضاً تأليف موسوعة تتكون من خمسة كتب في مجال الحرب ضد الفساد وهي:
- الكتاب الأول: تفعيل آليات المراجعة في محاربة الاحتيال والفساد – 2013.[20]
- الكتاب الثاني: الحرب ضد الفساد – 2017.[21]
- الكتاب الثالث: المراجعة والتدابير الوقائية ضد الفساد – 2018.[22]
- الكتاب الرابع: دور المراجعة في تطوير الإصلاح الحكومي ومكافحة الفساد – 2019.[23]
- الكتاب الخامس: سد فجوة التوقعات لدور المراجعين الخارجيين – 2020.

## أبحاثه المنشورة
للطفي العديد من الأبحاث العلمية في مجال مكافحة الفساد منها:
- 2020: دور المراجعة الداخلية في مكافحة الفساد والرشوة في الحكومة والقطاع العام مع دراسة حالة مصر.
- 2020: إنشاء وحدات للمحاسبة القضائية التحقيقية في الحكومة وهيئة الرقابة الإدارية بهدف كبح الفساد.
- 2020: تضييق فجوة توقعات المراجعات الخارجية العامة للجهاز المركزي للمحاسبات في مكافحة الفساد.
- 2019: دور المراجعة العامة في تحقيق الإصلاح الحكومي مع دراسة حالة مصر.
- 2018: دراسة مقارنة لاستراتيجيات مكافحة الفساد بين الجيل الأول والثاني بالتطبيق على حالة مصر.
- 2018: دور المراجعة الاستباقي في منع وكشف الفساد.
- 2018: خيارات الإصلاح الممكنة لمؤسسات مكافحة الفساد في سياق النماذج والمعايير الدولية مع دراسة حالة مصر.
- 2013: دور الإدارة المالية الجيدة والمراجعة في مكافحة الفساد.

## الترجمة
ترجمة اربع موسوعات علمية
- معايير أخلاقيات المحاسبين المهنيين – (ردمك 977-17-4230-2)
- معايير المراجعة والتأكد الدولية –(ردمك X4948977-17)
- المعايير الدولية للمراجعة وإيضاحات تطبيقاتها – الجزء الأول – (ردمك 977 -17 – 0745 – 0)
- المعايير الدولية للمراجعة وإيضاحات تطبيقاتها – الجزء الثاني – (ردمك 977-00-852-4)